# لوران غوديه
لوران غوديه (وُلد في 6 يوليو 1972) هو كاتب فرنسي. درس المسرح و كتب العديد من الأعمال المسرحية، من بينها "أونيسوس الغاضب"، "رماد على اليدين"، "ميديا كالي"، و"النمر الأزرق على الفرات".

## مسيرة حياته
وُلد لوران غوديه في باريس. بعد حصوله على درجة الماجستير في العلوم الإنسانية من جامعة باريس الثالثة، قدّم أطروحة بعنوان **"موضوع القتال في الدراما الفرنسية المعاصرة"** تحت إشراف ميشيل كورفين عام 1994، ثم حصل على دبلوم الدراسات العليا من نفس الجامعة عام 1998، حيث قدّم أطروحة بعنوان **"الصراع في المسرح المعاصر"** تحت إشراف جان بيير سارازاك. بدأ لاحقًا في كتابة المسرحيات عام 1999.
كانت أولى مسرحياته، **"قتال الممسوسين"**، قد نُشرت عام 1999، وعُرضت في ألمانيا، كما تمّت قراءتها في المسرح الوطني الملكي بلندن. أما مسرحيته الثانية، **"أونيسوس الغاضب"**، التي نُشرت عام 2000، فهي مونولوج ملحمي كتبه خلال عشرة أيام فقط في ربيع عام 1996. كما كتب غوديه مسرحيات أخرى مثل **"مطر الرماد"، "رماد على اليدين"، "ميديا كالي"، و"النمر الأزرق على الفرات"**.
في عام 2002، رشّح لروايته الثانية **"موت الملك تسونغور"** لجائزة غونكور، لكنه حصل على **جائزة غونكور لطلاب الثانويات** وجائزة **الكتّاب**. وبعد ذلك بعامين، فاز بجائزة **غونكور** وجائزة **جان جيونو** عن روايته **"شمس آل سكورتا"**، التي حققت نجاحًا كبيرًا حيث بيع منها 80,000 نسخة بين تاريخ نشرها وحصولها على الجائزة في عام 2004.

## جوائزه
في عام 2002، فاز لوران غوديه بجائزة **غونكور لطلاب الثانويات**، وفي عام 2003 حصل على **جائزة الكتّاب** عن روايته *موت الملك تسونغور*. وبعد ذلك بعامين، فاز بجائزة **غونكور** وجائزة **جان جيونو** عن روايته *شمس آل سكورتا* (*Le Soleil des Scorta*).
في عام 2019، فاز كتابه *Nous l’Europe, banquet des peuples* بجائزة **الكتاب الأوروبي**، بينما حازت روايته *Salina, les trois exils* على **الجائزة الكبرى للرواية ميتيس**.

## أعمال الأدبية
1. **Cris** – **صرخات**
2. **Battle of Will** – **معركة الإرادة**
3. **La Mort du roi Tsongor** – **موت الملك تسونغور**
4. **Death of an Ancient King** – **موت ملك قديم**
5. **The Death of King Tsongor** – **موت الملك تسونغور**
6. **Le Soleil des Scorta** – **شمس آل سكورتا**
7. **Le Tigre bleu de l'Euphrate** – **النمر الأزرق للفرات**
8. **Eldorado** – **إلدورادو**
9. **La Porte des enfers** – **باب الجحيم**
10. **Sodome, ma douce** – **سدوم، حبيبتي**
11. **Dans la nuit Mozambique et autres récits** – **في ليلة موزمبيق وقصص أخرى**
12. **Chien 51** – **الكلب 51**
13. **Écoutez nos défaites** – **أنصتوا إلى هزائمنا**
1. ↑   http://www.culture.gouv.fr/Nous-connaitre/Organisation/Conseil-de-l-Ordre-des-Arts-et-des-Lettres/Arretes-de-Nominations-dans-l-ordre-des-Arts-et-des-Lettres/Nomination-dans-l-ordre-des-Arts-et-des-Lettres-hiver-2017. {{استشهاد ويب}}: |url= بحاجة لعنوان (مساعدة) والوسيط |title= غير موجود أو فارغ (من ويكي بيانات) (مساعدة)